# Rijk van Rees
Richard (Rijk) van Rees (Nijmegen, 24 mei 1797 – Utrecht, 23 augustus 1875) was een Nederlands hoogleraar wis- en natuurkunde aan de Universiteit Utrecht.

## Biografie
Van Rees was de enige zoon van Otto van Rees (1758-1804) en diens echtgenote Jacoba Hendrika Harlingh (1761-1837). Na het overlijden van zijn vader verhuisde hij met zijn moeder naar Utrecht, waar hij de Franse school, en vanaf 1809 het gymnasium bezocht. Op 1 oktober 1813 schreef hij zich in als student medische wetenschappen aan de Utrechtse Universiteit.
Tijdens zijn medische studie ontwikkelde hij een voorliefde voor de wis- en natuurkunde. In 1817 won hij een prijs met een wiskundige verhandeling. Op 17 december 1819 promoveerde hij bij Gerard Moll aan de natuurwetenschappelijke faculteit met het proefschrift De celeritate soni per fluida elastica propagati (Over de geluidssnelheid in een elastisch fluïdum), tot doctor in de natuurwetenschappen.
Een jaar na zijn promotie werd hij aangesteld als buitengewoon hoogleraar in de wiskunde aan de Universiteit van Luik. Hier bleef hij tot de Belgische afscheiding van Nederland in 1830, waarna hij terugkeerde naar Utrecht.
Op 6 maart 1831 werd hij benoemd tot adjunct-hoogleraar wis- en natuurkunde aan de Universiteit Utrecht. Zeven jaar later, in 1838, werd hij er gewoon hoogleraar als opvolger van de overleden hoogleraar Moll. Op 11 mei 1867 ging hij met emeritaat.

## Erkenning
Van Rees was lid van diverse wetenschappelijke genootschappen. Zo was hij vanaf oktober 1827 corresponderend lid en vanaf oktober 1851 gewoon lid van de Koninklijke Nederlandse Akademie van Wetenschappen (KNAW), alsmede lid van de Académie royale des sciences, des lettres et des beaux-arts de Belgique (1830), lid van de Société Royale des Sciences de Liège (1845) en vanaf 1853 erelid van het Nederlandse Wiskundige Genootschap in Amsterdam.
Verder was hij lid van het Provinciaal Utrechts Genootschap van Kunsten en Wetenschappen alsmede van de Koninklijke Hollandsche Maatschappij der Wetenschappen in Haarlem.
In 1841 werd Van Rees benoemd tot ridder in de Orde van de Nederlandse Leeuw, in 1853 commandeur in de Orde van de Eikenkroon en in 1867 ontving hij de Belgische Leopoldsorde.
1. ↑  Mathematics Genealogy Project; geraadpleegd op: 11 juni 2019; MGP-identificatiecode: 100601.